# Canton de Saint-Haon-le-Châtel
Le canton de Saint-Haon-le-Châtel est une ancienne division administrative française située dans le département de la Loire et la région Rhône-Alpes.

## Géographie
Ce canton était organisé autour de Saint-Haon-le-Châtel dans l'arrondissement de Roanne. Son altitude varie de 268 m (Noailly) à 1 155 m (Arcon) pour une altitude moyenne de 455 m.

## Histoire
Depuis le nouveau découpage territorial de la Loire par décret du 26 février 2014, les communes de ce canton ont rejoint le canton de Renaison.

## Représentation

### Conseillers d'arrondissement (de 1833 à 1940)
| Période                                  | Période | Identité                                            | Étiquette                | Qualité |
| ---------------------------------------- | ------- | --------------------------------------------------- | ------------------------ | --- |
| 1833                                     | 1836    | Jacques Duvergier (1785-1857)                       |                          | Avocat, Procureur du Roi à Roanne                                                                           |
| 1836                                     | 1842    | Jean Frédéric Bedin (1783-1844)                     |                          | Juge de paix à Saint-Haon-le-Châtel, propriétaire à Roanne                                                  |
| 1842                                     | 1845    | Hilaire Bouquet d'Espagny de La Genèvre (1788-1869) |                          | Médecin, ancien maire d'Ambierle (1830 à 1840), ancien conseiller général                                   |
|                                          |         |                                                     |                          | |
| 1858                                     | 1861    | Jules Clerjon de Champagny                          | Candidat du Gouvernement | Maire de Roanne (1855-1860), inspecteur général des haras                                                   |
| 1861                                     |         | Jean Claude Bouquet-Despins (ou des Pins)           |                          | Avocat, maire de Saint-Germain-Lespinasse                                                                   |
|                                          |         |                                                     |                          | |
|                                          | 1940    | Jean Baptiste Thinon                                |                          | Adjoint au maire de Renaison                                                                                |
| 1940                                     |         |                                                     |                          | Les conseils d'arrondissement ont été suspendus par la loi du 12 octobre 1940 et n'ont jamais été réactivés |
| Les données manquantes sont à compléter. |         |                                                     |                          | |

### Conseillers généraux de 1833 à 2015
| Période | Période      | Identité                                   | Étiquette                    | Qualité |
| ------- | ------------ | ------------------------------------------ | ---------------------------- | --- |
| 1833    | 1839         | Hilaire Bouquet d'Espagny de La Genèvre    |                              | Maire d'Ambierle |
| 1839    | 1848         | Joseph Alcock (1790-1864)                  | Opposition constitutionnelle | Magistrat, ancien conseiller d'arrondissement du canton de Roanne Président du Conseil Général Député (1830-1832, 1839-1842, 1848-1849)    |
| 1848    | 1852         | Alfred Alcock                              |                              | Propriétaire à Noailly Conseiller à la Cour de cassation                                                                                   |
| 1852    | 1858         | Camille Bouquet d'Espagny                  |                              | Propriétaire à Saint-Haon-le-Châtel |
| 1858    | 1870         | Duc Jean-Gilbert Victor Fialin de Persigny | Bonapartiste                 | Journaliste Député (1849) Membre du Conseil Privé de l'Empereur Napoléon III Sénateur (1852-1870)                                          |
| 1871    | 1874         | Charles Cherpin                            | Centre gauche                | Magistrat puis avocat au barreau de Roanne Député (1871-1879) Sénateur (1879-1884)                                                         |
| 1874    | 1880         | Claude Victor Louis Stanislas Genton       | Droite bonapartiste          | Avocat au barreau de Lyon Maire de Saint-Haon-le-Châtel Ancien député du Gard (1869-1870)                                                  |
| 1880    | 1883         | Francis Sardaine                           | Républicain                  | Notaire à Renaison |
| 1883    | 1886         | M. Servajean                               | Républicain                  | Docteur-médecin à Renaison, conseiller municipal d'Ambierle                                                                                |
| 1886    | 1892         | Antoine Bouvet                             | Républicain                  | Propriétaire à Saint-Haon-le-Vieux |
| 1892    | 1904         | Honoré Audiffred                           | Républicain                  | Avocat puis sous-préfet Député (1879-1904) - Sénateur (1894-1895 et 1904-1917) Conseiller municipal de Roanne Président du Conseil Général |
| 1904    | 1910         | Benoît Perrichon                           | Républicain                  | Propriétaire, maire de Saint-André-d'Apchon                                                                                                |
| 1910    | 1919         | Gilbert Barathon                           | Rad.                         | Propriétaire - Maire de Renaison |
| 1919    | 1940         | Jean-Baptiste Chambonnière (1880-1954)     | Rad.                         | Négociant Maire de Saint-André-d'Apchon |
|         |              |                                            |                              | |
| 1943    | 1945         | Jean-Baptiste Thinon (1878-1954)           |                              | Conseiller d'arrondissement, adjoint au maire de Renaison Nommé conseiller départemental en 1943                                           |
|         |              |                                            |                              | |
| 1945    | 1949         | Jean-Baptiste Chambonnière                 | Rad.                         | Négociant Maire de Saint-André-d'Apchon |
| 1949    | 1961 (décès) | Victor Bonne                               | RGR                          | Mercier Maire de Renaison (1944-1961) |
| 1961    | 1985         | André Billard                              | DVD                          | Ingénieur, Conseiller municipal de Saint-Haon-le-Châtel                                                                                    |
| 1985    | 1998         | Robert Barathon                            | RPR                          | Commerçant Maire de Renaison (1971-1989)                                                                                                   |
| 1998    | 2015         | Jean Bartholin                             | DVG                          | Professeur de lycée Président de la Communauté de Communes de la Côte Roannaise Conseiller municipal de Saint-Haon-le-Châtel               |

## Composition
Le canton de Saint-Haon-le-Châtel regroupait 12 communes et comptait 12 626 habitants (recensement de 2009 sans doubles comptes).
| Communes                 | Population (2012) | Code postal | Code Insee |
| ------------------------ | ----------------- | ----------- | ---------- |
| Ambierle                 | 1 811             | 42820       | 42003      |
| Arcon                    | 103               | 42370       | 42008      |
| Noailly                  | 735               | 42640       | 42157      |
| Les Noës                 | 151               | 42370       | 42158      |
| Renaison                 | 2 834             | 42370       | 42182      |
| Saint-Alban-les-Eaux     | 984               | 42370       | 42198      |
| Saint-André-d'Apchon     | 1 843             | 42370       | 42199      |
| Saint-Germain-Lespinasse | 1 145             | 42640       | 42231      |
| Saint-Haon-le-Châtel     | 571               | 42370       | 42232      |
| Saint-Haon-le-Vieux      | 860               | 42370       | 42233      |
| Saint-Rirand             | 141               | 42370       | 42281      |
| Saint-Romain-la-Motte    | 1 499             | 42640       | 42284      |

## Démographie
| 1962  | 1968  | 1975  | 1982   | 1990   | 1999   | 2006   | 2007   | 2009 |
| ----- | ----- | ----- | ------ | ------ | ------ | ------ | ------ | ---- |
| 8 768 | 9 294 | 9 507 | 10 817 | 11 762 | 12 050 | 12 626 | 12 677 | -    |